# Erzbistum Agrigent
Das Erzbistum Agrigent (lat.: Archidioecesis Agrigentina, ital.: Arcidiocesi di Agrigento) ist eine auf Sizilien gelegene Diözese der römisch-katholischen Kirche. Sie ist das Metropolitanbistum der Kirchenprovinz Agrigent in der Kirchenregion Sizilien; ihre Suffraganbistümer sind das Bistum Caltanissetta und das Bistum Piazza Armerina.

## Geschichte
Der Überlieferung nach war Libertinus im 3.–4. Jahrhundert n. Chr. der erste Bischof von Agrigent. Einer Theorie des Archäologen Ernesto De Miro zufolge ist die Basilikula in den Archäologischen Stätten von Agrigent eine Gedenkstätte für die Heiligen Libertinus und Pellegrinus mit den Gräbern dieser beiden Märtyrer.
Von einem Bischof Gregor von Agrigent ist ein griechischer Kommentar über das Buch Ekklesiastes überliefert. Ein weiterer Bischof namens Gregor zählte 680–681 zu den Teilnehmern des Dritten Konzils von Konstantinopel, ein Bischof Johannes 787 zu denen des Zweiten Konzils von Nicäa.
Nach der arabischen Vorherrschaft wurde das ursprüngliche byzantinische Bistum im 12. Jahrhundert als lateinisches Bistum wiedererrichtet. Erster Bischof war der heilige Gerlandus von Besançon (ca. 1030–1100), der Patron der Diözese, dem auch die Kathedrale von Agrigent geweiht ist. Zu dieser Zeit erstreckte sich das Territorium des Bistums bis an die Nordküste Siziliens (Termini Imerese).
Im Jahre 1844 wurden bei einer Neuordnung der Bistumsgrenzen Teile des Territoriums des Bistums Agrigent den Erzbistümern Palermo und Monreale zugeordnet, aus einem weiteren Teil wurde das Bistum Caltanissetta errichtet.
Am 2. Dezember 2000 wurde mit der Apostolischen Konstitution Ad maiori consulendum die Kirchenprovinz Monreale, zu der das Bistum Agrigent bis dahin gehörte, aufgelöst. Das Bistum Agrigent wurde zum Erzbistum und Metropolitansitz mit den Suffraganbistümern Caltanissetta und Piazza Armerina erhoben.

## Einzelnachweise

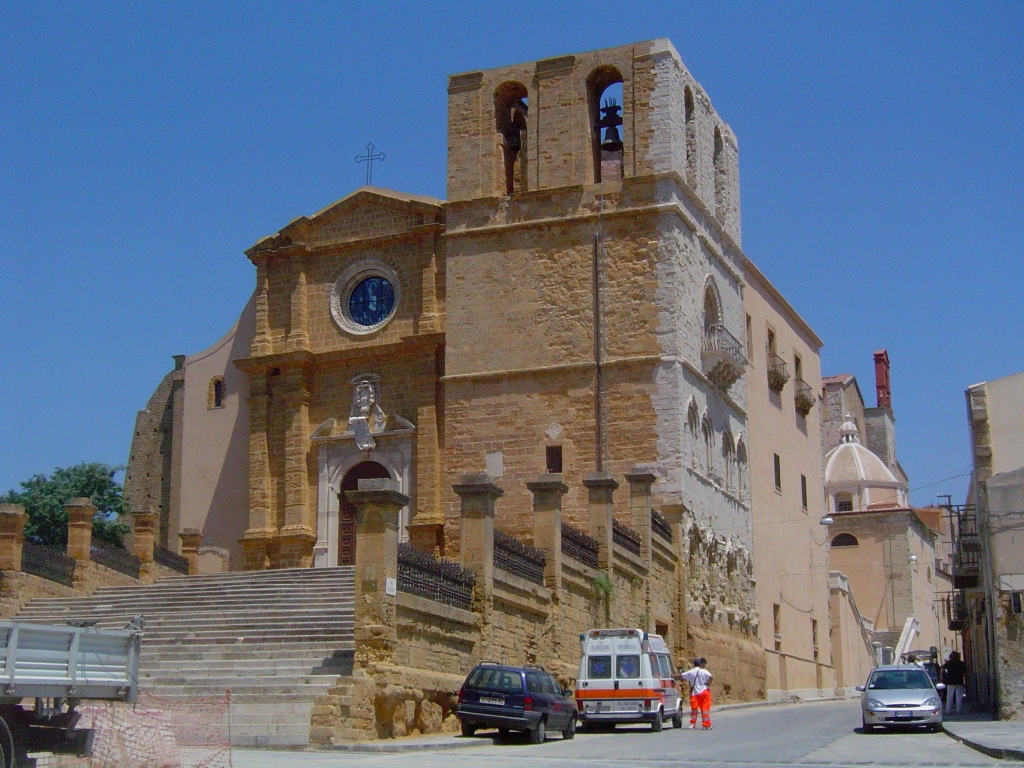
Kathedrale San Gerlando in Agrigent